# كهرومغناطيسية حاسوبية
الكهرومغناطيسية الحاسوبية (CEM) أو الديناميكا الكهربائية الحاسوبية أو النمذجة الكهرومغناطيسية هي عملية نمذجة تفاعل المجالات الكهرومغناطيسية مع الأشياء المادية والبيئة.
يتضمن عادةً استخدام برامج الحاسوب لحساب الحلول التقريبية لمعادلات ماكسويل لحساب أداء الهوائي والتوافق الكهرومغناطيسي والمقطع العرضي للرادار وانتشار الموجات الكهرومغناطيسية عندما لا تكون في مساحة خالية. تعد البرامج الحاسوبية لنمذجة الهوائي حقلا فرعيا كبيرا، والتي تحسب مخطط الإشعاع والخصائص الكهربائية لهوائيات الراديو، وتستخدم على نطاق واسع لتصميم الهوائيات لتطبيقات محددة.